# Бойковщина (природный парк)
Бойковщина (укр. Бойківщина) — национальный природный парк, расположенный на территории Самборского района (Львовская область, Украина). Создан 11 апреля 2019 года. Площадь — 12 240 га.

## История
Национальный природный парк был создан 11 апреля 2019 года согласно указу Президента Украины П. А. Порошенко № 130/2019 «О создании национального природного парка «Бойковщина»» (Про створення національного природного парку «Бойківщина»). 
Создан в целях сохранения генетического, видового и ландшафтного разнообразия Украинских Карпат, других природных комплексов и объектов, имеющих важное природоохранное, научное, эстетическое, рекреационное и оздоровительное значение.

## Описание
В состав национального природного парка включено 12 240 га земель государственной и коммунальной собственности, в том числе 10 623 га земель, предоставляемых национальному природному парку в постоянное пользование, в том числе с изъятием у землепользователей, и 1617 га земель государственной собственности государственного предприятия «Боринское лесное хозяйство», которые включаются в его территорию без изъятия.
Парк расположен в юго-западной периферийной части Львовской области — вдоль административной границы с Закарпатской областью — на северной части Верховинского Вододельного хребта Украинских Карпат. Занимает бассейн реки Стрый и её приток (Сможанка, Гуснянка, Либохора, Гнилая). 
Включает три кластера в районах Турковской верховины, Буковской долины и Сколевского среднегорья. Основные его массивы локализованы в контурах уже существующих природоохранных объектов: ландшафтного заказника «Пикуй», общезоологического заказника «Лыбохоровский» и части РЛП «Надсанский». Парк также граничит с другими природоохранными территориями в Украине (НПП «Сколевские Бескиды») и Польши (Бещадский национальный парк и РЛП «Долина Верхнего Сана»).

## Природа
Растительный покров парка сформирован пихтово-буковыми, буковыми и еловыми лесами, также в его пределах сохранились обширные массивы древних лесов площадью около 500 га. На территории зарегистрировано 6 раритетных ассоциаций из Зелёной книги Украины, обнаружены исчезающие, редкие и уязвимые местообитания из Директивы 92/43/ЕЭС, около 700 видов высших сосудистых растений, в том числе — 32 редких вида, занесенных в Красную книгу Украины и 9 видов — из Красного списка сосудистых растений Карпат. Растет более 30 видов травянистых растений, среди которых баранец обыкновенный (Lycopodium selago), аконит волосистоплодный (Aconitum lasiocarpum), лунник оживающий (Lunaria rediviva), чина гладкая (Lathyrus laevigatus), подснежник белоснежный (Galánthus nivális)
На территории парка зарегистрировано 172 вида позвоночных животных, 34 из которых занесены в Красную книгу Украины, 3 — Красный список МСОП, 153 — Приложений Бернской конвенции, 47 — Боннской конвенции, 29 — Вашингтонской конвенции и 7 — Соглашения о сохранении летучих мышей в Европе.